# Claudia Peczinka
Claudia Peczinka (21 de enero de 1968) es una deportista Suiza que compitió en natación sincronizada. Ganó dos medallas de bronce en el Campeonato Europeo de Natación, en los años 1987 y 1989.

## Palmarés internacional
| Campeonato Europeo | Campeonato Europeo    | Campeonato Europeo | Campeonato Europeo |
| Año                | Lugar                 | Medalla            | Prueba             |
| ------------------ | --------------------- | ------------------ | ------------------ |
| 1987               | Estrasburgo (Francia) | Medalla de bronce  | Equipo             |
| 1989               | Bonn (RFA)            | Medalla de bronce  | Equipo             |